# Pálinka de prune de Szatmár
Le pálinka de prune de Szatmár (en hongrois : szatmári szilvapálinka) est un pálinka hongrois traditionnel produit dans le comitat de Szabolcs-Szatmár-Bereg.